# ژان بابتیسته بویسدوال
ژان بابتیسته بویسدوال (زاده ۲۴ ژوئن ۱۷۹۹ و درگذشته ۳۰دسامبر ۱۸۷۹) گیاه شناس، پزشک، حشره شناس اهل فرانسه بود. وی بیشتر در زمینه پولک بالان تخصص داشت.